# Alex Sandro Santana de Oliveira
Alex Sandro Santana de Oliveira (* 30. Oktober 1973 in Salvador), auch bekannt als Paulo Isidoro, ist ein ehemaliger brasilianischer Fußballspieler.

## Karriere
Isidoro begann seine Karriere 1993 beim Erstligisten EC Vitória. 1993 wurde er mit Vitória Tabellendritter der Campeonato Brasileiro Série A. 1994 wechselte er zu SE Palmeiras. Mit dem Verein wurde er 1994 brasilianischer Meister. 1996 erreichte er das Finale des Copa do Brasil. 1996 wechselte er zu SC Internacional. Von 1997 bis 2000 war er bei Guarani FC und Cruzeiro EC unter Vertrag. 2000 wechselte er zum japanischen Erstligisten Kawasaki Frontale. 2000 erreichte er das Finale des J.League Cup. 2001 kehrte er nach Brasilien zurück und unterschrieb einen Vertrag bei EC Vitória. Danach spielte er bei Cruzeiro EC, Fluminense FC, Fortaleza EC und América FC (RN). Ende 2011 beendete er seine Karriere als Fußballspieler.

## Erfolge
SE Palmeiras
- Brasilianischer Meister: 1994
- Staatsmeisterschaft von São Paulo: 1996

Internacional
- Staatsmeisterschaft von Rio Grande do Sul: 1997

Cruzeiro
- Copa Centro-Oeste: 1999
- Copa Sul-Minas: 2001

Fluminense
- Staatsmeisterschaft von Rio de Janeiro: 2002

Fortaleza
- Staatsmeisterschaft von Ceará: 2008, 2010